# 白山神社 (飛騨市宮川町打保)
白山神社（はくさんじんじゃ）は、岐阜県飛騨市宮川町打保（旧・吉城郡宮川村大字打保）にある神社（白山神社）。
白山神社は飛騨市内には多くあるが、ここでは宮川町打保の白山神社について記述する。

## 概要
創建時期は不詳。元々は小鷹利郷打保村の祖神を祀る神社であった。
養老年間に泰澄が文導寺峠（飛騨市宮川町三川原と飛騨市宮川町打保の間にある越中西街道の峠）で白山大神の神威を感じ、庶民救済のための建物（後の文導寺）を建てる。この文導寺の鎮守として白山比咩神社の分霊を勧請し、白山神社を建立する。
後に文導寺は荒廃。小鷹利郷打保村祖神を祀る神社に白山神社を合祀。同時に白山神社と改称し、打保村の産土神となる。

## 主祭神
- 伊邪那美命
- 伊邪那岐命
- 菊理比咩命

## 境内社
- 稲荷神社[3]
- 秋葉神社[3]

## 天然記念物
- 打保のカツラ - （1975年（昭和50年）7月1日指定）[4]